# 저스트뮤직의 음반
이 문서는 저스트뮤직에서 발매한 음반 목록이다.

## 2000년대
- 2009년 3월 13일 스윙스 - [Digital Single] Would You Still Love Me[1]

## 2010년대
- 2010년 3월 11일 스윙스 - Growing Pains (성장통)[2]
- 2010년 11월 3일 스윙스 - [Digital Single] 500 Bombs
- 2011년 3월 9일 스윙스 - [Digital Single] 본능적으로 Remix
- 2011년 4월 5일 스윙스 - [Digital Single] Stand Up, Japan[3]
- 2011년 4월 5일 제이통 - 부산
- 2011년 4월 8일 스윙스 - [Digital Single] I'll Be There
- 2011년 5월 20일 스윙스 - [Digital Single] 지금부터 잘하면 돼
- 2011년 7월 7일 스윙스 - [Digital Single] Swings Rising
- 2011년 7월 14일 스윙스 - [Digital Single] The King Is Back
- 2011년 7월 22일 스윙스 - Upgrade 2
- 2011년 8월 5일 스윙스 - [Digital Single] 나는 강해
- 2011년 11월 18일 기리보이 - [Digital Single] You Look So Good To Me
- 2011년 12월 2일 스윙스 - [Digital Single] 건방진 새끼
- 2012년 1월 26일 기리보이 - [Digital Single] 한잔해요[4]
- 2012년 3월 2일 기리보이 - [Digital Single] 얼굴에 다 써 있네요
- 2012년 6월 19일 기리보이 - 치명적인 앨범
- 2012년 7월 25일 스윙스 - [Digital Single] We Love Tapsonic Part.6[5]
- 2012년 11월 20일 스윙스 - [Digital Single] Lonely
- 2012년 11월 23일 천재노창 - [Digital Single] 무와뷰이풀
- 2012년 11월 29일 기리보이 - [Digital Single] 내 몸이 불 타 오르고 있어 19세 버전
- 2012년 12월 4일 기리보이 - 치명적인 앨범 2
- 2013년 2월 27일 스윙스 - Swings #1 Mixtape Vol.2
- 2013년 3월 16일 스윙스 - 돈의 화신 OST Part.5[6]
- 2013년 5월 13일 스윙스 - [Digital Single] 줄래
- 2013년 6월 12일 스윙스 - #1 Vol.2 Instrumental
- 2013년 8월 7일 천재노창 - [Digital Single] 억지로웃지않ㄹ위치 ㄹ
- 2013년 8월 12일 스윙스 - [Digital Single] A Real Lady
- 2013년 9월 11일 천재노창 - [Digital Single] Hong Kiyoung#1
- 2013년 11월 12일 기리보이 - [Digital Single] Skit
- 2013년 11월 22일 스윙스 - [Digital Single] brilliant is[7]
- 2013년 12월 27일 스윙스 - [Digital Single] Bulldozer
- 2013년 12월 30일 기리보이 - [Digital Single] Wake Up
- 2014년 1월 20일 기리보이 - 육감적인 앨범
- 2014년 2월 14일 스윙스, 기리보이, 씨잼 - [Digital Single] Rain Showers
- 2014년 2월 20일 스윙스, 기리보이, 천재노창 - [Digital Single] Hongkiyoung #2
- 2014년 2월 26일 스윙스 - 감정기복 II Part.1:주요 우울증 (Major Depression)
- 2014년 3월 10일 스윙스, 기리보이, 바스코, 씨잼 - [Digital Single] 난 앞으로만
- 2014년 3월 26일 스윙스 - [Digital Single] Fallin`
- 2014년 4월 1일 기리보이 - [Digital Single] 왜 그렇게 사니
- 2014년 4월 7일 바스코 - [Digital Single] How You Doing?
- 2014년 4월 9일 스윙스 - [Digital Single] Show Me The Money 3[8]
- 2014년 6월 3일 스윙스, 천재노창, 기리보이, 바스코 - [Digital Single] Just[9]
- 2014년 6월 13일 Just Music - 파급효과 (Ripple Effect)
- 2014년 7월 9일 스윙스 - [Digital Single] 역주행
- 2014년 7월 17일 스윙스 - 감정기복 II Part.2:감박증 (Obsessive Compulsive Disorder)
- 2014년 8월 4일 스윙스 - [Digital Single] Pool Party
- 2014년 8월 8일 블랙넛 - [Digital Single] 100
- 2014년 8월 14일 바스코 - 쇼미더머니 3 Part.2[10]
- 2014년 8월 15일 기리보이 - [Digital Single] 특별해 (wGRBOY Ver.)
- 2014년 8월 21일 블랙넛 - [Digital Single] 빈지노
- 2014년 8월 22일 바스코 - 쇼미더머니 3 Part.3
- 2014년 8월 22일 스윙스 - [Digital Single] A Real Man[11]
- 2014년 8월 29일  - 쇼미더머니 3 Part.4[12]
- 2014년 9월 4일 씨잼 - 쇼미더머니 3 씨잼 VS 아이언[13]
- 2014년 9월 5일 바스코 - 쇼미더머니 3 Part.5[14]
- 2014년 9월 15일 스윙스 - 마이 시크릿 호텔 OST Part.3[15]
- 2014년 9월 19일 기리보이 - [Digital Single] 설렘주의[16]
- 2014년 10월 2일 바스코 - [Digital Single] Don
- 2014년 10월 6일 스윙스 - [Digital Single] Rap Star
- 2014년 10월 18일 기리보이 - [Digital Single] 악마의 편집
- 2014년 10월 28일 스윙스 - Vintage Swings
- 2014년 11월 21일 스윙스 - [Digital Single] 다녀올게
- 2014년 12월 12일 씨잼  - [Digital Single] Good Night
- 2014년 12월 26일 기리보이, 바스코 - [Digital Single] 숨[17]
- 2015년 1월 15일 기리보이 - [Digital Single] NO.MERCY (노머시) Part.2[18]
- 2015년 1월 30일 바스코 - [Digital Single] 말 달리자[19]
- 2015년 2월 5일 기리보이 - [Digital Single] NO.MERCY (노머시) Part.3[20]
- 2015년 2월 11일 바스코 - Code Name:211
- 2015년 2월 27일 그냥노창, 바스코 - [Digital Single] NO.MERCY (노머시) Part.5[21]
- 2015년 3월 10일 바스코, 씨잼 - [Digital Single] 로열로더 (Royal Roader)
- 2015년 3월 17일 기리보이 - 성인식
- 2015년 4월 15일 기리보이 - [Digital Single] 글쎄...(Cliche)[22]
- 2015년 4월 21일 바스코 - [Digital Single] Catch Music If You Can[23]
- 2015년 4월 28일 씨잼 - [Digital Single] WASSUP[24]
- 2015년 5월 8일 천재노창 - [Digital Single] All Day
- 2015년 5월 19일 씨잼 - [Digital Single] 걍 음악이다
- 2015년 5월 27일 바스코 - [Digital Single] IMMA[25]
- 2015년 6월 12일 블랙넛 - [Digital Single] No Diss
- 2015년 6월 23일 그냥노창 - MY NEW INSTAGRAM:MESURECHIFFON
- 2015년 6월 24일 바스코 - 가면 OST Part.4[26]
- 2015년 7월 17일 씨잼 - Good Boy Doing Bad Things
- 2015년 7월 27일 그냥노창 - [Digital Single] 힙합
- 2015년 8월 1일 블랙넛 - 쇼미더머니 4 Part.2[27]
- 2015년 8월 15일 블랙넛 - 쇼미더머니 4 Part.4[28]
- 2015년 8월 22일 블랙넛 - 쇼미더머니 4 Part.5[29]
- 2015년 9월 1일 기리보이 - 외롬적인 4곡
- 2015년 9월 3일 그냥노창 - [Digital Single] GOD
- 2015넌 9월 8일 블랙넛 - [Digital Single] 가가라이브
- 2015년 9월 11일 바스코 - [Digital Single] Whoa Ha !
- 2015년 9월 18일 바스코 - [Digital Single] iDozer
- 2015년 10월 20일 바스코 - [Digital Single] 뜨겁지가 않아[30]
- 2015년 10월 22일 바스코, 씨잼 - [Digital Single] 얼어[31]
- 2015년 11월 17일 바스코 - [Digital Single] All 껌
- 2015년 11월 27일 바스코 - [Digital Single] So Mack & Unconditional[32]
- 2015년 12월 22일 바스코 - 'MADMAX` Mixtape
- 2015년 12월 29일 기리보이 - [Digital Single] 호구
- 2016년 1월 15일 블랙넛, 천재노창, 바스코, 씨잼 - [Digital Single] Indigo Child
- 2016년 3월 17일 기리보이 - [Digital Single] 예쁘잖아
- 2016년 3월 24일 바스코 - [Digital Single] anti
- 2016년 3월 31일 블랙넛 - [Digital Single] ㅍㅍㅍ
- 2016년 5월 17일 기리보이 - [Digital Single] 기본적인 3곡
- 2016년 5월 31일 기리보이 - 기계적인 앨범
- 2016년 6월 16일 기리보이 - 딴따라 OST Part.9
- 2016년 6월 18일 씨잼- 쇼미더머니 5 Episode 1[33]
- 2016년 7월 2일 씨잼 - 쇼미더머니 5 Episode 3[34]
- 2016년 7월 9일 씨잼 - 쇼미더머니 5 Epsidoe 4[35]
- 2016년 7월 16일 씨잼 - 쇼미더머니 5 Episode 5[36]
- 2016년 8월 11일 씨잼 - [Digital Single] Puzzle[37]
- 2016년 8월 20일 바스코 - [Digital Single] YEYE
- 2016년 9월 2일 스윙스 - [Digital Single] Your Soul
- 2016년 9월 8일 스윙스 - 감정기복 II Part.3:심리치료 (Psychotherapy)
- 2016년 10월 11일 스윙스 - [Levitate 1] Mixtape
- 2016년 10월 11일 스윙스 - [Levitate 2]
- 2016년 10월 11일 스윙스 - [Levitate 3] Mixtape
- 2016년 11월 16일 기리보이 - [Digital Single] 술자리
- 2016년 11월 30일 한요한 - 기타 멘 무사시
- 2016년 12월 16일 기리보이 - [Digital Single] 빈티지박스 Vol.3[38]
- 2017년 1월 19일 한요한 - [Digital Single] 훅잽이
- 2017년 2월 24일 빌스택스 - [Digital Single] 38 Flexing
- 2017년 3월 3일 빌스택스 - Buffet 'Mixtape'
- 2017년 3월 18일 기리보이, 스윙스 - [Digital Single] 고등래퍼 지역대항전 Part.2[39]
- 2017년 4월 4일 기리보이 - 신고식 5곡
- 2017년 4월 14일 씨잼 - [Digital Single] Like Me[40]
- 2017년 4월 15일 고어텍스, 기리보이, 천재노창, 블랙넛, 빌스택스, 스윙스 - [Digital Single] 음음
- 2017년 4월 25일 씨잼 - [Digital Single] KILLA DREADS[41]
- 2017년 4월 30일 Just Music - 우리효과 (We Effect)
- 2017년 5월 15일 한요한 - 칼춤
- 2017년 8월 8일 스윙스 - [Digital Single] 어차피
- 2017년 8월 29일 씨잼 - [Digital Single] Know
- 2017년 11월 13일 스윙스 - [Digital Single] 퇴근
- 2017년 11월 25일 기리보이 - [Digital Single] 바보상자스타
- 2017년 12월 20일 기리보이 - 졸업식
- 2017년 12월 25일 빌스택스, 씨잼, 스윙스 - [Digital Single] GOAT
- 2017년 12월 31일 오션검 - [Digital Single] Life's a Dream
- 2018년 1월 29일 한요한 - [Digital Single] 범퍼카[42]
- 2018년 2월 12일 한요한 - 기타 멘 무사시 2
- 2018년 2월 16일 씨잼, 오션검, 릴머니, 스윙스 - [Digital Single] 2
- 2018년 2월 23일 실키보이즈 - [Digital Single] HOP ON[43]
- 2018년 3월 1일 오션검 - [Digital Single] YOUNG WAVE
- 2018년 3월 24일 스윙스 - Upgrade III
- 2018년 3월 30일 기리보이 - [Digital Single] 2곡
- 2018년 4월 8일 Just Music - [Digital Single] 구
- 2018년 4월 28일 스윙스 - [Digital Single] Keep Going
- 2018년 5월 6일 실키보이즈 - Volume One
- 2018년 5월 19일 스윙스 - [부스러기(Crumbs)] Mixtape Vol.1
- 2018년 5월 23일 한요한 - [Digital Single] 헬리콥터
- 2018년 5월 26일 기리보이 - [Digital Single] 3곡
- 2018년 6월 13일 오션검 - [Digital Single] I Don't Know
- 2018년 6월 30일 Just Music - Series
- 2018년 7월 22일 기리보이 - Hightechnology
- 2018년 7월 31일 기리보이,스윙스 - [Digital Single] Dingo X Indigo Music[44]
- 2018년 8월 12일 한요한 - 청룡쇼바
- 2018년 8월 30일 기리보이 - hightechnology : 3곡 & Instrumentals
- 2018년 9월 22일 기리보이 - 공상과학음악
- 2018년 10월 16일 한요한 - [Digital Single] 걱정마
- 2018년 11월 24일 기리보이 - 공상과학음악 : 결말
- 2018년 11월 30일 스윙스 - The Intr0
- 2018년 12월 26일 스윙스 - Upgrade 0
- 2018년 12월 28일 기리보이 - 땡큐
- 2019년 1월 13일 오션검,한요한 - [Digital Single] Dingo X Indigo Music[45]
- 2019년 1월 24일 기리보이 - KGVOVC from wybh vol.1
- 2019년 2월 21일 저스트뮤직 - [Digital Single] IMJMWDP
- 2019년 3월 2일 오션검 - [Digital Single] Walk In The Rain
- 2019년 3월 9일 한요한 - 엑시브
- 2019년 3월 18일 스윙스 - 감정기복 (Remastering)
- 2019년 4월 9일 스윙스 - [Digital Single] Affirmations From Swings
- 2019년 5월 16일 씨잼 - 킁
- 2019년 5월 21일 기리보이 - [Digital Single] 교통정리
- 2019년 6월 10일 기리보이 - 100년제전문대학
- 2019년 6월 27일 스윙스,한요한 - [Digital Single] 호루라기
- 2019년 7월 6일 스윙스,한요한 - 외나무다리
- 2019년 7월 14일 한요한 - [Digital Single] 산산조각
- 2019년 8월 2일 기리보이 - 갑분기
- 2019년 8월 8일 기리보이 - [Digital Single] 슈퍼버스데이[46]
- 2019년 8월 9일 그냥노창 - [Digital Single] 미도+길이
- 2019년 8월 24일 스윙스,기리보이 - 쇼미더머니 8 Episode 1[47]
- 2019년 9월 15일 한요한 - [Digital Single] 불꽃
- 2019년 10월 13일 기리보이 - [Digital Single] 호랑이소굴
- 2019년 11월 9일 기리보이 - [Digital Single] 치명적인 맛보기 2곡
- 2019년 11월 25일 오션검 - Memory
- 2019년 11월 29일 기리보이 - [Digital Single] 아퍼 (Band Ver.)
- 2019년 12월 2일 기리보이 - 치명적인 앨범 III
- 2019년 12월 29일 저스트뮤직 - Cumpilation

## 2020년대
- 2020년 2월 8일 한요한 - [Digital Single] 반복
- 2020년 3월 4일 스윙스 - Upgrade IV
- 2020년 3월 7일 기리보이 - 하이에나 OST Part.4
- 2020년 3월 28일 한요한 - 원기옥
- 2020년 4월 15일 씨잼 - [Digital Single] 불러[48]
- 2020년 4월 24일 기리보이 - [Digital Single] 애기
- 2020년 4월 29일 기리보이 - [Digital Single] 농담처럼
- 2020년 6월 5일 한요한,스윙스 - GOOD GIRL Episode 1[49]
- 2020년 7월 25일 오션검 - Plan A
- 2020년 9월 12일 한요한 - 올인
- 2020년 10월 4일 기리보이 - 영화같게
- 2020년 11월 21일 스윙스 - 쇼미더머니 9 Episode 1[50]
- 2020년 11월 28일 스윙스 - 쇼미더머니 9 Episode 2[51]
- 2020년 12월 12일 스윙스 - 쇼미더머니 9 Semi Final[52]
- 2020년 12월 21일 기리보이 - [Digital Single] 리버스
- 2020년 12월 23일 기리보이 - 9컷
- 2021년 4월 1일 기리보이 - 마우스 OST Part.3
- 2021년 4월 2일 한요한 - [Digital Single] 가습기
- 2021년 6월 4일 기리보이 - [Digital Single] Die Die (스터디그룹 X 기리보이)
- 2021년 6월 18일 기리보이 - [Digital Single] No Ex[53]
- 2021년 7월 3일 한요한 - [Digital Single] 너랑 달라 (한림체육관 X 한요한, 저스디스 (JUSTHIS))[54]
- 2021년 8월 4일 기리보이 - [Digital Single] 그땐 어렸으니까
- 2021년 8월 22일 진보 - [Digital Single] twirl
- 2021년 9월 14일 한요한 - 초희귀종
- 2021년 10월 14일 기리보이 - avante
- 2021년 11월 6일 진보 - [Digital Single] Girlfriend
- 2021년 12월 12일 기리보이 - [Digital Single] 너의 밤,너의 별,너의 달[55]
- 2022년 1월 14일 기리보이 - [Digital Single] 눈이 오던 날
- 2022년 2월 25일 기리보이 - [Digital Single] DEMOTAPE
- 2022년 3월 3일 씨잼 - 걘
- 2022년 3월 27일 기리보이 - 기상청 사람들 : 사내연애 잔혹사 편 OST Part.8
- 2022년 4월 2일 그냥노창 - [Digital Single] 없는계절
- 2022년 5월 22일 기리보이 - [Digital Single] 22522
- 2022년 10월 15일 그냥노창 - [Digital Single] 저녁놀
- 2022년 11월 10일 한요한 - Time Machine
- 2022년 12월 14일 기리보이 - [Digital Single] That's Why I Can't Talk About Love
- 2022년 12월 23일 한요한 - [Digital Single] 예쁨 가득한 Eve[56]
- 2023년 2월 5일 기리보이 - 일타 스캔들 OST Part.4
- 2023년 2월 18일 스윙스 - [Digital Single] 적응 (Survival Of The Fittest)[57]
- 2023년 3월 22일 AP Alchemy - AP Alchemy : Side A
- 2023년 4월 5일 기리보이 - [Digital Single] Kiss Me
- 2023년 4월 12일 스윙스,진보 - [Digital Single] Sweat[58]
- 2023년 5월 2일 스윙스,진보 - [Digital Single] Dingo X Mine Field[59]
- 2023년 5월 30일 진보 - [Digital Single] BYOB Tonight[60]
- 2023년 6월 13일 한요한 - Shining Star
- 2023년 8월 10일 한요한 - [Digital Single] Diving
- 2023년 10월 15일 기리보이 - [Digital Single] 단기 알바
- 2023년 10월 26일 기리보이 - 소설 쓰고 자빠졌네
- 2023년 11월 21일 스윙스,그냥노창 - [Digital Single] 월간 AP - 2023년 11월[61]
- 2023년 12월 28일 스윙스 - [Digital Single] 월간 AP - 2023년 12월[62]
- 2024년 1월 29일 스윙스,그냥노창 - [Digital Single] 월간 AP - 2024년 1월[63]
- 2024년 2월 20일 스윙스,그냥노창 - [Digital Single] 월간 AP - 2024년 2월[64]
- 2024년 3월 8일 스윙스 - Upgrade V
- 2024년 4월 22일 한요한 - [Digital Single] Break Up!
- 2024년 6월 6일 한요한 - [Digital Single] First Love
- 2024년 6월 24일 스윙스 - [Digital Single] 월간 AP - 2024년 6월[65]
- 2024년 7월 31일 스윙스 - [Digital Single] 월간 AP - 2024년 7월[66]
- 2024년 10월 17일 율음 - CICADA
- 2025년 5월 22일 한요한 - [Digital Single] H..
- 2025년 6월 27일 그냥노창 - [Digital Single] 바람 (2025)